# Uruk
 Uruk (/ˈuːrʊk/; Chữ hình nêm: 𒌷𒀕 hoặc 𒌷𒀔 URU UNUG; Tiếng Sumer: Unug; Tiếng Akkad: Uruk; tiếng Ả Rập: وركاء or أوروك, Warkāʼ or Auruk; Aramaic/Hebrew: אֶרֶךְ ʼÉreḵ; tiếng Hy Lạp cổ: Ὀρχόη, đã Latinh hoá: Orkhoē, Ὀρέχ Orekh, Ὠρύγεια Ōrugeia) là một thành bang cổ đại thuộc Sumer (và sau này là Babylonia), nằm ở phía đông của dòng sông Euphrates hiện tại, trên kênh đào Euphrates cổ nay đã khô cạn, nằm cách phía đông Samawah, Al-Muthannā, Iraq ngày nay khoảng 30 km (19 mi).
Uruk là khu vực điển hình của thời kỳ Uruk. Uruk đóng vai trò quan trọng trong quá trình đô thị hóa thời kì đầu của Sumer vào giữa thiên niên kỷ thứ 4 TCN. Vào gian đoạn hưng thịnh khoảng năm 2900 TCN, Uruk có thể có tới 50.000 đến 80.000 cư dân sống trong 6 km2 (2,32 dặm vuông Anh) nội thành; và là thành phố lớn nhất trên thế giới vào thời điểm bấy giờ. Vị vua huyền thoại Gilgamesh, theo niên đại trong Bản danh sách Vua Sumer, đã trị vì Uruk vào thế kỷ 27 TCN. Thành phố đánh mất vị thế đứng đầu của nó vào khoảng năm 2000 TCN, trong bối cảnh Babylonia phải vật lộn chống lại Elam, nhưng nó vẫn tồn tại cho đến tận các thời kỳ Seleucid (312-63 TCN) và Parthia (227 TCN đến 224 CN), và cuối cùng bị bỏ hoang khoảng trước hoặc sau khi người Hồi giáo chinh phục Lưỡng Hà năm 633-638.
William Kennett Loftus đã đến khu vực Uruk vào năm 1849 và chỉ huy các cuộc khai quật đầu tiên từ năm 1850 đến 1854; ông đã xác định nó là "Erech", được biến đến như "thành phố thứ hai của Nimrod".
Tên tiếng Ả Rập của Babylonia, cuối cùng trở thành tên của đất nước Iraq ngày nay, al-ʿIrāq, được cho là bắt nguồn từ tên Uruk, thông qua tiếng Aram (Erech) và có thể được truyền qua tiếng Trung Ba Tư (Erāq). Trong tiếng Sumer, từ uru có thể có nghĩa là "thành phố, thị trấn, làng, huyện".

## Sự phát triển

Uruk và các vùng vệ tinh, k. 3600-3200 TCN

Trong thần thoại và văn học, Uruk nổi tiếng là kinh đô của Gilgamesh, người anh hùng trong Sử thi Gilgamesh. Người ta cũng tin rằng Uruk chính là thành Erech được nhắc đến trong Kinh thánh (Sáng thế ký 10:10), thành phố thứ hai được thành lập bởi Nimrod ở Shinar.

### Thời kỳ Uruk
Ngoài việc là một trong những đô thị đầu tiên trong lịch sử, Uruk còn là động lực chính thúc đẩy sự đô thị hóa và hình thành nhà nước trong thời kỳ Uruk, hay ' Uruk mở rộng' (4000-3200 TCN). Giai đoạn 800 năm này đã chứng kiến sự chuyển đổi từ các làng mạc nông nghiệp nhỏ đến một trung tâm đô thị lớn hơn với một bộ máy quan lại, quân sự và phân tầng xã hội toàn thời gian. Mặc dù cũng có các khu định cư khác tồn tại song song với Uruk, chúng thường có diện tích khoảng 10 ha trong khi Uruk lớn hơn đáng kể và phức tạp hơn. Văn hóa thời kỳ Uruk được truyền bá bởi các thương nhân và người khai khẩn Sumer, có ảnh hưởng đến tất cả các dân tộc xung quanh và thúc đẩy sự phát triển của các nền kinh tế và văn hóa cạnh tranh tương đương. Dần dần, Uruk đã không thể duy trì kiểm soát từ xa đối với các thuộc địa như Tell Brak bằng lực lượng quân sự.

### Yếu tố địa lý
Các yếu tố địa lý là nền tảng quan trọng cho sự phát triển nhanh chóng chưa từng thấy của Uruk. Thành phố nằm ở phía nam Lưỡng Hà, cái nôi lâu đời của nền văn minh, bên sông Euphrates. Thông qua việc thuần hóa dần dần các loại ngũ cốc bản địa từ chân dãy núi Zagros và áp dụng các kỹ thuật tưới tiêu diện rộng, khu vực này tạo ra một hệ thống đa dạng các loài thực vật ăn được. Việc thuần hóa ngũ cốc và vị trí địa lí gần sông đã giúp Uruk phát triển thành khu định cư Sumer lớn nhất, cả về dân số và diện tích, một cách dễ dàng.
Thặng dư nông nghiệp và nền tảng dân số lớn của Uruk tạo điều kiện cho các quá trình trao đổi thương mại, chuyên môn hóa thủ công và sự phát triển của chữ viết; chữ viết có thể bắt nguồn từ Uruk vào khoảng năm 3300 TCN. Bằng chứng từ các cuộc khai quật như đồ gốm và các phiến đất sét cổ nhất từng được biết đến ủng hộ các giả thuyết này. Công việc khai quật Uruk rất phức tạp vì các công trình cũ thường được tái sử dụng, do đó trộn lẫn các lớp dấu vết từ các thời kỳ lịch sử khác nhau. Lớp trên cùng rất có thể có nguồn gốc từ thời Jemdet Nasr (3100-2900 TCN) và được xây dựng trên các cấu trúc từ các thời kỳ trước đó, có niên đại từ thời Ubaid.

## Lịch sử

Uruk

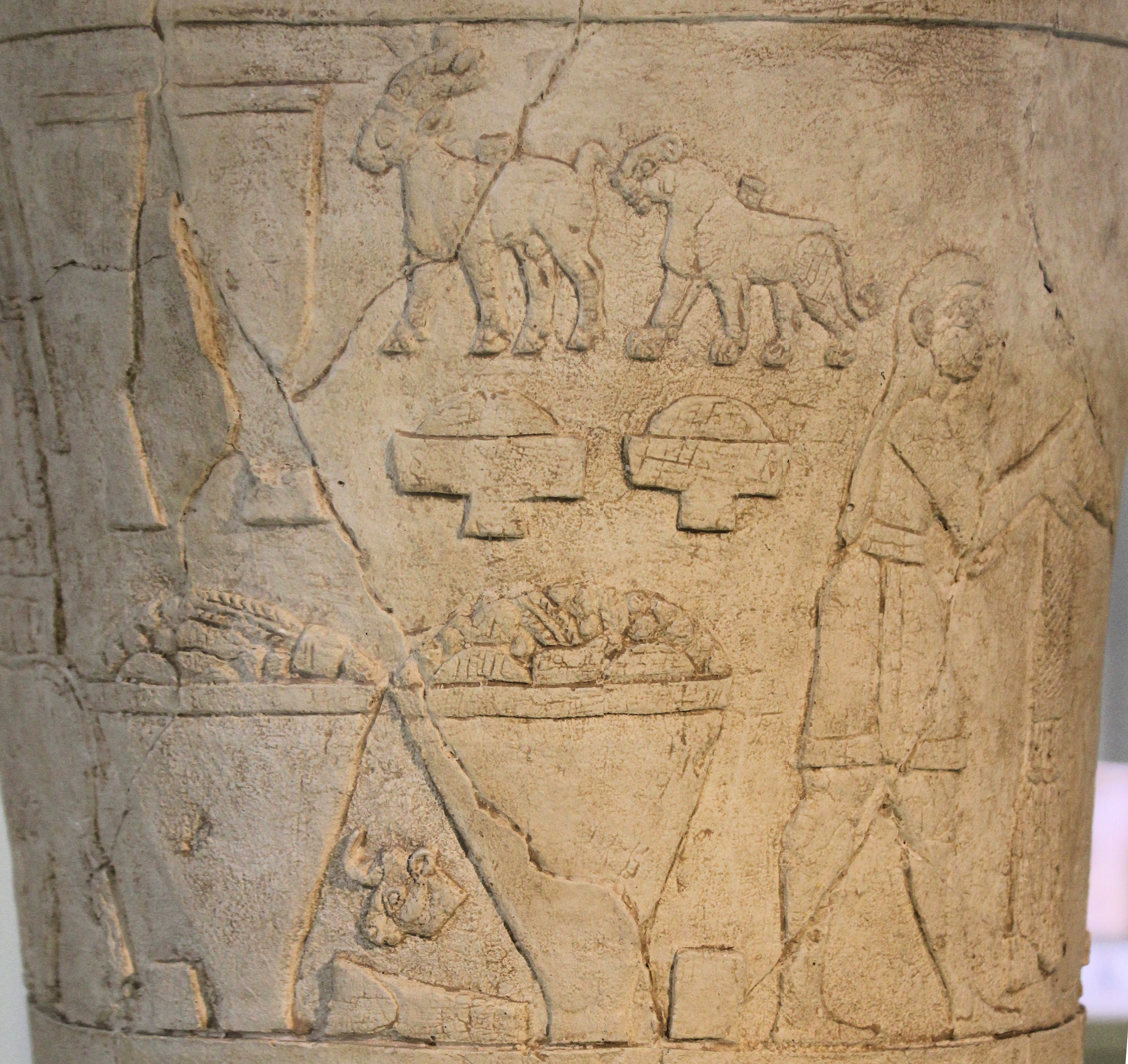
Cảnh thờ phụng Inanna, bình gốm Warka, k. 3200-3000 TCN, Uruk. Đây là một trong những ví dụ cổ nhất còn tồn tại của truyện kể trên phù điêu.

Theo danh sách vua Sumer, Uruk được thành lập bởi vua Enmerkar. Mặc dù Danh sách vua đề cập đến một vị vua của Eanna trước ông ta, sử thi Enmerkar và Chúa tể Aratta đề cập đến việc Enmerkar xây dựng một ngôi đền vĩ đại (Tiếng Sumer: e 2 -anna; chữ hình nêm: 𒂍𒀭 E 2. AN) cho nữ thần Inanna ở quận Eanna của Uruk. Trong Sử thi Gilgamesh, Gilgamesh là vua của Uruk và là người đã xây dựng bức tường thành bao quanh thành phố.
Uruk đã trải qua nhiều giai đoạn phát triển, từ thời kỳ Uruk sơ kỳ (4000-3500  TCN) đến thời kỳ Uruk hậu kỳ (3500-3100 TCN). Thành phố được hình thành từ hai khu định cư thời Ubaid nhỏ hơn. Trung tâm thành phố là các khu đền thờ, dần phát triển thành Quận Eanna và Quận Anu mang tên Inanna và Anu. Quận Anu ban đầu được gọi là 'Kullaba' (Kulab hoặc Unug-Kulaba) trước khi sáp nhập với Quận Eanna. Kullaba có từ thời Eridu, là một trong những thành thị lâu đời nhất và quan trọng nhất của Sumer. Có nhiều cách giải thích khác nhau về mục đích của các ngôi đền. Tuy nhiên, người ta thường tin rằng chúng là biểu tượng cho sự thống nhất của thành phố, thực hiện cả chức năng tôn giáo và chức năng nhà nước. Các văn bản lưu trữ đền thờ còn sót lại từ thời Tân-Babylon cho thấy ngôi đền hoạt động như một trung gian phân phối lại của cải.
Quận Eanna bao gồm một số tòa nhà với không gian để hội họp, được tường bao quanh tách biệt khỏi thành phố. Ngược lại, quận Anu được xây dựng trên một khu đất cao với ngôi đền nằm trên đỉnh. Eanna là ngôi đền phụng sự Inanna xuyên suốt lịch sử của Uruk. Phần còn lại của thành phố ở các quận xung quanh Eanna và Anu bao gồm những ngôi nhà sân vườn điển hình, được phân nhóm theo nghề nghiệp của dân cư. Uruk được quy hoạch hoàn chỉnh với một hệ thống kênh đào sau này được mô tả là "Venice trên sa mạc". Hệ thống kênh đào này tỏa đi khắp thành phố, kết nối nó với thương mại hàng hải trên sông Euphrates cổ đại cũng như vành đai nông nghiệp xung quanh.
Thành Uruk ban đầu nằm ở phía tây nam sông Euphrates cổ đại mà giờ đây đã khô cạn. Hiện nay, quần thể di tích Warka nằm ở phía đông bắc của sông Euphrates hiện đại. Sự thay đổi vị trí xảy ra do sự đổi dòng của sông Euphrates tại một số thời điểm trong lịch sử, nguyên nhân có thể góp phần vào sự suy tàn của Uruk.

## Dẫn nguồn
1. 1 2 3  Harmansah, 2007
2. ↑  William Kennett Loftus (1857). Travels and researches in Chaldaea and Susiana: with an account of excavations at Warka, the "Erech" of Nimrod, and Shush, "Shushan the Palace" of Esther, in 1849-52. Robert Carter & Brothers. Of the primeval cities founded by Nimrod, the son of Gush, four are represented, in Genesis x. 10, as giving origin to the rest: — 'And the beginning of his kingdom was Babel, and Erech, and Accad, and Galneh, in the land of Shinar.'...let us see if there be any site which will correspond with the biblical Erech — the second city of Nimrod. About 120 miles southeast of Babylon, are some enormous piles of mounds, which, from their name and importance, appear at once to justify their claim to consideration. The name of Warka is derivable from Erech without unnecessary contortion. The original Hebrew word 'Erk,' or 'Ark,' is transformed into 'Warka,' either by changing the aleph into vau, or by simply prefixing the vau for the sake of euphony, as is customary in the conversion of Hebrew names to Arabic. If any dependence can be placed upon the derivation of modern from ancient names, this is more worthy of credence than most others of like nature.... Sir Henry Rawlinson states his belief that Warka is Erech, and in this he is supported by concurrent testimony.... [Footnote: See page xvi. of the Twenty-ninth Annual Report of the Royal Asiatic Society, 1852; and Proceedings of the Royal Geogr. Society, vol. i., page 47]
3. ↑  
"The name al-ʿIrāq, for all its Arabic appearance, is derived from Middle Persian erāq 'lowlands'" W. Eilers (1983), "Iran and Mesopotamia" in E. Yarshater, The Cambridge History of Iran, vol. 3, Cambridge: Cambridge University Press.
4. ↑  
Halloran, John Alan (2009). "Sumerian Lexicon Version 3.0". Truy cập ngày 6 tháng 3 năm 2018. uru(2)(ki), iri, rí; iri11: city, town, village, district [URU archaic frequency: 101; concatenation of 5 sign variants; UNUG archaic frequency: 206; concatenates 3 sign variants].
5. ↑  While earlier scholars such as Jerome (4th century) had identified Erech with the Syrian city of Edessa (now within Turkey), the modern consensus is that it refers to the Sumerian city-state of Uruk in south Mesopotamia. See Warwick Ball, 2001, Rome in the East: the transformation of an empire, p. 89. Ball further speculates that the earlier traditions connecting Edessa (Orhai) with Erech might have arisen because the ancient Uruk was possibly 'transferred' to the more northerly location in the reign of Nabonidus of Babylon, 6th century BC.
6. ↑  Tertius Chandler, Four Thousand Years of Urban Growth: An Historical Census, Edwin Mellen Press, 1987, ISBN 0-88946-207-0
7. ↑  Asimov, I. (1968) The Near East, Boston: Houghton Mifflin, pp. 16–18
8. ↑  Beaulieu, 2003
9. ↑  Fassbinder, 2003